# CV Pòrtol w europejskich pucharach
CV Pòrtol w europejskich pucharach występował siedmiokrotnie. W historii występował zdobył dwa medale - w sezonie 2004/2005 srebrny medal w Pucharze CEV, natomiast w sezonie 2005/2006 - srebrny medal w Pucharze Top Teams.

## Lista spotkań w europejskich pucharach

### Puchar CEV 2004/2005
| Runda        | Data       | Miejsce spotkania | Przeciwnik                 | Wynik spotkania                         |
| ------------ | ---------- | ----------------- | -------------------------- | --------------------------------------- |
| I runda      | 15.10.2004 | Palma de Mallorca | OK Bosna Sarajewo          | 3:0 (25:18, 25:11, 25:9)                |
| I runda      | 16.10.2004 | Palma de Mallorca | OK Bosna Sarajewo          | 3:0 (25:13, 25:14, 25:18)               |
| Faza grupowa | 12.11.2004 | Apeldoorn         | Esmoriz GC                 | 3:2 (25:22, 25:21, 22:25, 16:25, 15:13) |
| Faza grupowa | 13.11.2004 | Apeldoorn         | Tampereen Isku-Volley      | 3:0 (25:21, 25:20, 25:20)               |
| Faza grupowa | 14.11.2004 | Apeldoorn         | Piet Zoomers/D Apeldoorn   | 3:1 (25:22, 25:21, 22:25, 25:23)        |
| 1/8 finału   | 09.12.2004 | Jekaterynburg     | Lokomotiw Jekaterynburg    | 3:0 (25:15, 25:20, 25:22)               |
| 1/8 finału   | 15.12.2004 | Palma de Mallorca | Lokomotiw Jekaterynburg    | 3:1 (31:29, 23:25, 28:26, 25:20)        |
| Ćwierćfinał  | 06.01.2005 | Palma de Mallorca | Iskra Odincowo             | 3:0 (29:27, 25:15, 25:17)               |
| Ćwierćfinał  | 11.01.2005 | Odincowo          | Iskra Odincowo             | 1:3 (24:26, 25:23, 23:25, 19:25)        |
| Półfinał     | 05.03.2005 | Palma de Mallorca | Somec Padwa                | 3:2 (25:18, 21:25, 25:20, 19:25, 15:11) |
| Finał        | 06.03.2005 | Palma de Mallorca | Lube Banca Marche Macerata | 2:3 (25:13, 32:30, 22:25, 21:25, 12:15) |

### Puchar Top Teams 2005/2006
| Runda        | Data       | Miejsce spotkania | Przeciwnik                 | Wynik spotkania                         |
| ------------ | ---------- | ----------------- | -------------------------- | --------------------------------------- |
| Faza grupowa | 26.10.2005 | Palma de Mallorca | PZU AZS Olsztyn            | 3:2 (23:25, 25:21, 25:22, 22:25, 15:11) |
| Faza grupowa | 01.11.2005 | Näfels            | SEAT Volley Näfels         | 3:1 (25:18, 25:20, 19:25, 25:18)        |
| Faza grupowa | 09.11.2005 | Palma de Mallorca | Autocommerce Bled          | 3:1 (26:24, 25:23, 19:25, 25:16)        |
| Faza grupowa | 07.12.2005 | Bled              | Autocommerce Bled          | 3:1 (20:25, 25:19, 25:17, 25:20)        |
| Faza grupowa | 14.12.2005 | Palma de Mallorca | SEAT Volley Näfels         | 3:0 (25:14, 25:17, 25:15)               |
| Faza grupowa | 21.12.2005 | Olsztyn           | PZU AZS Olsztyn            | 3:2 (23:25, 26:24, 18:25, 26:24, 15:12) |
| Ćwierćfinał  | 11.01.2006 | Palma de Mallorca | SL Benfica                 | 3:0 (25:17, 25:20, 25:15)               |
| Ćwierćfinał  | 18.01.2006 | Lizbona           | SL Benfica                 | 3:1 (20:25, 25:20, 26:24, 25:18)        |
| Półfinał     | 11.03.2006 | Palma de Mallorca | Vojvodina Novolin Nowy Sad | 3:0 (25:13, 25:19, 25:23)               |
| Finał        | 12.03.2006 | Palma de Mallorca | Copra Piacenza             | 2:3 (25:21, 19:25, 20:25, 25:20, 9:15)  |

### Liga Mistrzów 2006/2007
| Runda                    | Data       | Miejsce spotkania | Przeciwnik                     | Wynik spotkania                         |
| ------------------------ | ---------- | ----------------- | ------------------------------ | --------------------------------------- |
| Faza grupowa             | 28.09.2006 | Podgorica         | Budućnost Podgorička banka     | 2:3 (16:25, 25:22, 22:25, 32:30, 10:15) |
| Faza grupowa             | 04.10.2006 | Palma de Mallorca | Hypo Tirol Volleyballteam      | 3:1 (25:9, 25:23, 17:25, 25:18)         |
| Faza grupowa             | 12.10.2006 | Biełgorod         | Lokomotiw-Biełogorje Biełgorod | 1:3 (22:25, 25:23, 21:25, 23:25)        |
| Faza grupowa             | 12.12.2006 | Tours             | Tours VB                       | 3:1 (25:20, 23:25, 27:25, 25:15)        |
| Faza grupowa             | 19.12.2006 | Palma de Mallorca | evivo Düren                    | 3:1 (25:19, 25:17, 20:25, 25:19)        |
| Faza grupowa             | 04.01.2007 | Düren             | evivo Düren                    | 3:2 (19:25, 25:23, 23:25, 27:25, 15:11) |
| Faza grupowa             | 10.01.2007 | Palma de Mallorca | Tours VB                       | 3:0 (25:19, 25:20, 29:27)               |
| Faza grupowa             | 16.01.2007 | Palma de Mallorca | Lokomotiw-Biełogorje Biełgorod | 3:2 (20:25, 25:20, 25:15, 21:25, 15:13) |
| Faza grupowa             | 24.01.2007 | Innsbruck         | Hypo Tirol Volleyballteam      | 3:1 (25:22, 26:28, 25:20, 25:20)        |
| Faza grupowa             | 31.01.2007 | Palma de Mallorca | Budućnost Podgorička banka     | 3:1 (25:20, 22:25, 25:21, 25:20)        |
| Faza play-off - 1. runda | 15.02.2007 | Palma de Mallorca | BOT Skra Bełchatów             | 3:2 (25:21, 21:25, 25:20, 22:25, 15:9)  |
| Faza play-off - 1. runda | 21.02.2007 | Bełchatów         | BOT Skra Bełchatów             | 2:3 (25:18, 19:25, 29:31, 25:18, 15:17) |
| Faza play-off - 2. runda | 08.03.2007 | Palma de Mallorca | Tours VB                       | 1:3 (16:25, 25:17, 18:25, 21:25)        |
| Faza play-off - 2. runda | 13.03.2007 | Tours             | Tours VB                       | 2:3 (20:25, 25:20, 15:25, 25:22, 12:15) |

### Liga Mistrzów 2007/2008
| Runda                    | Data       | Miejsce spotkania | Przeciwnik            | Wynik spotkania                         |
| ------------------------ | ---------- | ----------------- | --------------------- | --------------------------------------- |
| Faza grupowa             | 18.10.2007 | Palma de Mallorca | Copra Berni Piacenza  | 2:3 (23:25, 27:25, 25:18, 19:25, 11:15) |
| Faza grupowa             | 24.10.2007 | Izmir             | Arkas Spor Izmir      | 3:0 (25:22, 25:21, 25:23)               |
| Faza grupowa             | 12.12.2007 | Wiedeń            | aon hotVolleys Wiedeń | 3:0 (25:22, 25:21, 25:19)               |
| Faza grupowa             | 20.12.2007 | Palma de Mallorca | aon hotVolleys Wiedeń | 3:1 (25:22, 22:25, 25:20, 25:19)        |
| Faza grupowa             | 24.01.2008 | Palma de Mallorca | Arkas Spor Izmir      | 3:2 (25:23, 18:25, 25:22, 19:25, 15:7)  |
| Faza grupowa             | 30.01.2008 | Piacenza          | Copra Berni Piacenza  | 0:3 (21:25, 19:25, 27:29)               |
| Faza play-off - 1. runda | 14.02.2008 | Villorba          | Sisley Treviso        | 0:3 (20:25, 23:25, 13:25)               |
| Faza play-off - 1. runda | 21.02.2008 | Palma de Mallorca | Sisley Treviso        | 0:3 (18:25, 24:26, 24:26)               |

### Liga Mistrzów 2008/2009
| Runda                    | Data       | Miejsce spotkania | Przeciwnik                 | Wynik spotkania                  |
| ------------------------ | ---------- | ----------------- | -------------------------- | -------------------------------- |
| Faza grupowa             | 05.11.2008 | Roeselare         | Knack Randstad Roeselare   | 0:3 (20:25, 26:28, 27:29)        |
| Faza grupowa             | 12.11.2008 | Palma de Mallorca | Crvena zvezda Belgrad      | 3:1 (25:20, 20:25, 25:18, 25:19) |
| Faza grupowa             | 10.12.2008 | Palma de Mallorca | Lube Banca Marche Macerata | 0:3 (16:25, 16:25, 16:25)        |
| Faza grupowa             | 16.12.2008 | Macerata          | Lube Banca Marche Macerata | 0:3 (25:27, 26:28, 10:25)        |
| Faza grupowa             | 13.01.2009 | Belgrad           | Crvena zvezda Belgrad      | 3:0 (25:20, 25:22, 25:17)        |
| Faza grupowa             | 21.01.2009 | Palma de Mallorca | Knack Randstad Roeselare   | 3:0 (25:21, 25:19, 25:19)        |
| Faza play-off - 1. runda | 10.02.2009 | Palma de Mallorca | Itas Diatec Trentino       | 0:3 (17:25, 20:25, 18:25)        |
| Faza play-off - 1. runda | 18.02.2009 | Trydent           | Itas Diatec Trentino       | 0:3 (13:25, 14:25, 19:25)        |

### Puchar CEV 2009/2010
| Runda       | Data       | Miejsce spotkania | Przeciwnik       | Wynik spotkania                  |
| ----------- | ---------- | ----------------- | ---------------- | -------------------------------- |
| 1/16 finału | —          | —                 | MOK Zagrzeb      | dwa mecze wygrane walkowerem 3:0 |
| 1/8 finału  | 07.01.2010 | Palma de Mallorca | Arkas Spor Izmir | 1:3 (28:26, 23:25, 23:25, 23:25) |
| 1/8 finału  | 14.01.2010 | Izmir             | Arkas Spor Izmir | 0:3 (14:25, 18:25, 22:25)        |

### Puchar Challenge 2010/2011
| Runda                   | Data       | Miejsce spotkania | Przeciwnik      | Wynik spotkania                         |
| ----------------------- | ---------- | ----------------- | --------------- | --------------------------------------- |
| II runda kwalifikacyjna | 17.11.2010 | Mińsk             | Stroitiel Mińsk | 2:3 (12:25, 25:20, 20:25, 25:17, 16:18) |
| II runda kwalifikacyjna | 24.11.2010 | Palma de Mallorca | Stroitiel Mińsk | 2:3 (21:25, 23:25, 25:18, 26:24, 12:15) |

## Bilans spotkań

### sezon po sezonie
| Sezon     | Puchar           | Osiągnięcie             | Mecze         | Mecze   | Mecze   | Sety         | Sety    | Sety      |
| Sezon     | Puchar           | Osiągnięcie             | Liczba meczów | Wygrane | Porażki | Liczba setów | Wygrane | Przegrane |
| --------- | ---------------- | ----------------------- | ------------- | ------- | ------- | ------------ | ------- | --------- |
| 2004/2005 | Puchar CEV       | 2. miejsce              | 11            | 9       | 2       | 42           | 30      | 12        |
| 2005/2006 | Puchar Top Teams | 2. miejsce              | 10            | 9       | 1       | 40           | 29      | 11        |
| 2006/2007 | Liga Mistrzów    | 2. runda fazy play-off  | 14            | 9       | 5       | 61           | 35      | 26        |
| 2007/2008 | Liga Mistrzów    | 1. runda fazy play-off  | 8             | 4       | 4       | 29           | 14      | 15        |
| 2008/2009 | Liga Mistrzów    | 1. runda fazy play-off  | 8             | 3       | 5       | 25           | 9       | 16        |
| 2009/2010 | Puchar CEV       | 1/8 finału              | 4             | 2       | 2       | 13           | 7       | 6         |
| 2010/2011 | Puchar Challenge | II runda kwalifikacyjna | 2             | 0       | 2       | 10           | 2       | 6         |
| Razem     | Razem            | Razem                   | 57            | 36      | 21      | 220          | 126     | 92        |

### według imprezy
| Puchar                        | Mecze         | Mecze   | Mecze   | Sety         | Sety    | Sety      |
| Puchar                        | Liczba meczów | Wygrane | Porażki | Liczba setów | Wygrane | Przegrane |
| ----------------------------- | ------------- | ------- | ------- | ------------ | ------- | --------- |
| Liga Mistrzów                 | 30            | 16      | 14      | 115          | 58      | 57        |
| Puchar CEV / Puchar Top Teams | 14            | 11      | 3       | 53           | 36      | 17        |
| Puchar Challenge / Puchar CEV | 13            | 9       | 4       | 52           | 32      | 18        |
| Razem                         | 57            | 36      | 21      | 220          | 126     | 92        |